# Achelia orientalis
Achelia orientalis là một loài nhện biển trong họ Ammotheidae. Loài này thuộc chi Achelia. Achelia orientalis được miêu tả khoa học năm 1913 bởi Schimkewitsch.